# Farsala
Farsala (řecky Φάρσαλα, ve starověku Pharsalos) je řecké město v jižní Thesálii. Má přibližně 9 000 obyvatel. Místo bylo osídleno již v době kamenné, ale proslavilo se především bitvou mezi Pompeiem a Caesarem v roce 48 př. n. l. V současnosti je to zemědělské a textilní centrum regionu. Farsala je také známá svým tureckým medem "Halva Farsalon", který má však jiné vlastnosti než klasický turecký med. Je rosolovitý a průsvitné konzistence.

## Geografie
Farsala leží na jižním okraji Thessalské roviny na svahu pohoří Narthacius, 4 km jižně od řeky Enipeas, 38 km jižně od Larisy a 44 km severně od Lamii. Město je významnou křižovatkou národní silnice číslo 3 (Larissa - Lamia, evropská silnice E65 )  a  národní silnice číslo 30 (Karditsa - Volos). Nejbližší železniční stanice je 12 km na západ v Palaiofarsalos na trati z Atén do Soluně.

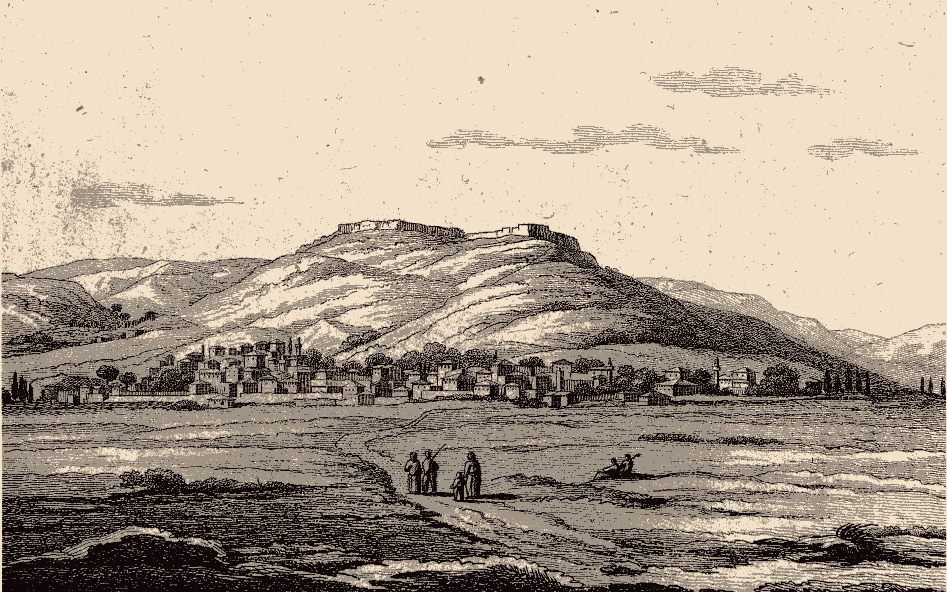
Farsala pod pohořím Narthacius

## Historie
V západní části města se nacházejí zbytky opevnění a kupolový hrob ze 7. stol př. n. l., které dokazují osídlení již v době kamenné. Město bylo postupně postaveno na svahu pohoří Narthacius a ve starověku to bylo jedno z hlavních měst v Thessálii.
Město se však nejvíce proslavilo bitvou u Farsalu – největší bitvou, kterou mezi sebou Římané svedli. V roce 48 př. n. l. zde naposledy bojoval Pompeius proti Caesarovi. Ačkoli bylo Pompeiovo vojsko dvakrát větší, Caesar ho porazil a opět se potvrdil jako vynikající velitel. Caesarovo vítězství se stalo jednou z nejlepších ukázek jeho vojenského umu. Výsledek bitvy v podstatě rozhodl občanskou válku, byť definitivní uzavření této krvavé epizody římských dějin trvalo Caesarovi ještě tři roky.
Od konce starověku bylo město součástí Byzantské říše. Na konci 14. století  se dostalo pod kontrolu Osmanské říše. V roce 1897 po řecko-turecké válce se stalo součástí Řecka.